# Documentos inéditos referentes a las postrimerías de la Casa de Austria en España
Documentos inéditos referentes a las postrimerías de la Casa de Austria en España es una obra histórica documental sobre las últimas dos décadas del reinado de Carlos II de España.

## Historia
La obra es el resultado de la investigación realizada por el príncipe y erudito Adalberto de Baviera sobre el referido período. Fruto de esas investigaciones había tenido acceso a multitud de documentos inéditos sobre el final del reinado de Carlos II de España.
Antes de 1925 puso a disposición del historiador español Gabriel Maura Gamazo estos materiales, traducidos al español. Gabriel Maura hizo una selección y resumen de los mismos, que fueron publicados a lo largo de diferentes números del Boletín de la Real Academia de la Historia desde 1925 hasta 1935.
En la obra participaron además diferentes archiveros de los países donde se custodiaban los fondos documentales consultados por Adalberto de Baviera:
- En Alemania, concretamente en Baviera: los doctores Joseph Weiss, y Müller.
- En Austria: Gustav Turba, catedrático de la Universidad de Viena y el doctor Wilhelm, también de Viena.
- En España: Francisco Rodríguez Marín, director de la Biblioteca Nacional y Joaquín González Moreno, director del Archivo Histórico Nacional.

Fue reeditada en forma de libro en 2004 por Real Academia de la Historia y el Centro de Estudios Políticos y Constitucionales.

## Descripción
El formato de la obra consiste en una compilación de resúmenes de los documentos inéditos por orden cronológico. Por cada documento aparece la fecha (o fecha presunta), el archivo en el que se encuentra, y la signatura dentro de este, un encabezado con el tipo de documento y el autor (y/o destinatario), seguido por el propio resumen del documento.

### Partes
- Parte 1: 1678-24 de febrero de 1689.
- Parte 2: 22 de febrero de 1689-10 de septiembre de 1689.
- Parte 3: 27 de julio de 1689-17 de mayo de 1690.
- Parte 4: 17  de mayo de 1690-21 de diciembre de 1691.
- Parte 5: 3 de enero de 1692-30 de septiembre de 1692.
- Parte 6: 5 de enero de 1693-31 de diciembre de 1693.
- Parte 7: 1 de enero de 1694-23 de diciembre de 1694.
- Parte 8: 2 de enero de 1695-29 de diciembre de 1695.
- Parte 9: 1 de enero de 1696-27 de diciembre de 1696.
- Parte 10: 2 de enero de 1697-30 de diciembre de 1697.
- Parte 11: 3 de enero de 1698-26 de junio de 1698,
- Parte 12: 29 de junio de 1698-28 de diciembre de 1698.
- Parte 13: 2 de enero de 1699-17 de marzo de 1699.
- Parte 14: 8 de octubre de 1699-31 de diciembre de 1699.
- Parte 15: 1 de enero de 1700-12 de marzo de 1700.
- Parte 16: 1 de julio de 1700-10 de septiembre de 1700.
- Parte 17: 11 de septiembre de 1700-16 de noviembre de 1700.
- Parte 18: 17 de noviembre de 1700-30 de octubre de 1703.

### Individuales
1. ↑  «Documentos inéditos referentes a las postrimerías de la Casa de Austria en España | CEPC». Centro de Estudios Políticos y Constitucionales. Consultado el 23 de mayo de 2022.